# Estádio Leônidas Sodré de Castro
O Estádio Leônidas Sodré de Castro (popularmente conhecido por Curuzu e atualmente denominado Banpará Curuzu) é um estádio de futebol brasileiro de propriedade do Paysandu Sport Club, localizado na cidade de Belém, no Estado do Pará.
Neste estádio o clube foi campeão duas vezes do Campeonato Brasileiro de Futebol - Série B, em 1991 e 2001. Sempre que possível, a diretoria do clube opta por mandar jogos em sua praça esportiva.

## História

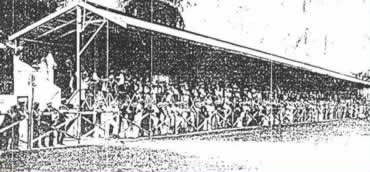
Primeira arquibancada do Estádio Leônidas Castro, a Curuzu.

Apesar do estádio ser de 1914, foi no término do mês de julho de 1918, que o Paysandu adquiriu a Curuzú , sendo que a inauguração oficial aconteceu no dia 27 deste mês. A compra foi anunciada em forma de notícia pelo jornal Folha do Norte em 1º de agosto de 1918. Pela sua longevidade, o estádio também é conhecido pela alcunha “Vovô da Cidade”, consistindo em um dos estádio mais antigos do Brasil que ainda recebem jogos oficiais de times profissionais de competições organizadas pela CBF.
Em 1º de novembro de 1950, o Paysandu inaugurou o sistema de iluminação da Curuzu, na administração de Jorge Faciola de Souza. Na ocasião foi disputada uma partida contra o Clube do Remo, que acabou com vitória bicolor por 3 a 1, gols de Teixeirinha, Hélio e Pau Preto.
Após uma ampla reforma, a Curuzu foi reinaugurada no dia 2 de fevereiro de 1974 com a derrota para o Remo por 2 a 1. A partir dessa data, o estádio recebeu seu nome oficial: Leônidas Sodré de Castro, o grande responsável pela aquisição do campo em 1918 e pela compra da atual sede social em 1927. Leônidas foi o presidente bicolor de 2 de fevereiro de 1930 até 2 de fevereiro de 1931, além de participar de outras diretorias.
Em 2009, o atacante e ídolo do Paysandu, Robgol, doou um placar eletrônico ao clube, medindo 15 metros de largura por 2,5 de altura, para ser instalado na Curuzu. No ano seguinte, após um período de reformas para a ampliação da sua maior arquibancada, o estádio passou a comportar 14 000 torcedores. Conta com 40 camarotes refrigerados, 1.800 cadeiras cativas, tribunas de honra e arquibancadas numeradas conforme preceitua o Estatuto do Torcedor.

## Alcunha "Curuzu"
O estádio apelidado de "Curuzu" em Belém do Pará fica localizado em um Bairro de classe média da cidade denominado de Marco. O bairro é chamado por esse nome pelo fato de ter sido erguido em seu território o monumento alusivo à primeira légua patrimonial, doada por ordem real, ao que viria ser a prefeitura de Belém. Tal bairro foi planejado pelo então prefeito da cidade Antônio Lemos na virada do século XIX para o XX com os recursos propiciados pelas exportações. As avenidas e demais travessas do bairro homenagearam símbolos e personalidades ligados a Guerra do Paraguai, como por exemplo: a travessa do Humaitá, fortaleza derrubada a custo de milhares de mortos aliados e paraguaios, bem como aos heróis de guerra Almirante Barroso e Duque de Caxias.
Uma das travessas do Bairro, onde fica localizado o Estádio Leônidas de Castro Sodré recebeu o nome de Curuzu em alusão a Batalha de Curuzu que aconteceu entre 1° e 3 de setembro de 1866, no contexto da Guerra do Paraguai. A palavra Curuzu, que nomeava o forte paraguaio da batalha teria surgido no contexto da colonização jesuíta entre os Guarani no que é hoje sul do Paraguai e nordeste Argentino e teria como origem a palavra Cruz. As sílabas na língua Guarani sempre são compostas por uma consoante seguida por uma vogal. Assim, a palavra "cruz" tem tudo o que é proibido para os Guarani. A vogal "u" foi imposta as consoantes "C" e "Z", gerando outras duas outras sílabas e de forma limpa a palavra "Curuzu". Este não é mais do que cruz (símbolo cristão).
Como um dos lados do estádio fica na travessa Curuzu ficou popularmente chamado de "Estádio da Curuzu" e depois apenas suprimido para "Curuzu", estendendo a alcunha ao proprietário do estádio o Paysandu (nome de uma cidade uruguaia palco de um dos conflitos da Guerra do Paraguai) que é conhecido como Papão. Assim o Paysandu é conhecido também como Papão da Curuzu. Uma espécie de tradução do apelido "Papão da Curuzu" seria: O vitorioso (Papão) da travessa Cruz (Curuzu).

## Penãrol padece na Curuzu
- Em 18 de julho de 1965, o Peñarol, considerado a seleção uruguaia da época, desembarcou invicto em Belém, capital do Pará, para enfrentar o Paysandu, durante uma excursão pelo Brasil. Os Carboneros, em alta, possuiam no currículo duas Libertadores e um Mundial de Clubes.

Os jogadores do  Paysandu, na época do confronto contra o poderoso Penãrol, não viviam somente de futebol: a maioria era estudante ou trabalhava em repartições públicas, enquanto os jogadores uruguaios do Penãrol eram a base da da Seleção Uruguaia e vinham invictos de uma série de amistosos realizados no Brasil.
Mas, em campo, quem prevaleceu foi o time da casa. Com gols de Ércio, Milton Dias e Pau Preto, o Paysandu venceu o Peñarol por 3 a 0 – uma vitória que, para muitos, vingava a derrota do Brasil para os uruguaios na final da Copa de 1950.
| Paysandu | Paysandu 3 x 0 Penãrol | Peñarol |  |

A notícia foi destaque nos principais jornais. O ex-jornalista Nelson Rodrigues escreveu, na época, que o “Penãrol entrou por um deslumbrante cano paraense”. Assim marcava-se aquele dia, que entrou para a história do  Paysandu e acabou se transformando em marchinha, confira na integra a crônica de Nelson Rodrigues:
| “ | Seja como for, diante de nós está um fato irredutível, inarredável: o Penãrol, que costuma ser a seleção uruguaia, com poucos enxertos, entrou por um deslumbrante cano paraense. Agora, batendo essas notas, eu posso imaginar o brio, a gana, a sede, a chama com que jogaram os paraenses. O Penãrol saiu de lá com as orelhas a meio pau. Três a zero! Um banho completo! | ” |

## Primeiro grande show de Heavy Metal do Brasil
A Curuzu é palco das maiores conquistas do Paysandu mas não foi somente palco de atrações esportivas, lá fora realizado o show de uma das primeiras Bandas de Heavy Metal do Brasil a Banda Stress, que realizou seu primeiro grande show, no Estadio da Curuzu.
Na noite de 14 de novembro de 1982, cerca de 20 mil pessoas prestigiaram o quarteto formado por Roosevelt Cavalcante, ou Bala, nos vocais e baixo; Leonardo Renda nos teclados; André Chamon na bateria e Pedro Valente na guitarra.
A produção do evento foi toda feita pelos próprios integrantes da banda e por amigos, desde a montagem do palco até a iluminação e som. Porém mesmo com um palco improvisado de madeira e os equipamentos eletronicos emprestados, a intenção desta banda não era modesta: eles queriam "parar a cidade".
Naquele ano já existiam algumas bandas de rock "pauleira", termo que eles mais usavam na época, como Chronos, The Podres e Apocalipse, que abriram o show. Na memória do vocalista do Stress, a cena mais inusitada da noite: o vocalista da The Podres jogando um sapo morto, putrefato, na plateia. “Eles chamavam muito palavrão e público também retribuía pra eles. Eles eram uma banda punk, mas o comportamento era tradicional na Inglaterra e não aqui. Fiquei espantado!”, descreve.
A banda que iniciou o heavy metal brasileiro, completou 30 anos de carreira, em 2012.

## O gol mais rápido do mundo
Uma das maiores façanhas no mundo do futebol em todos os tempos aconteceu no Estádio Leônidas Castro, o gol mais rápido do mundo, foi realizado por um atleta do Paysandu. Após apenas 2 segundos do primeiro tempo, o atleta camisa 9 do time do Paysandu, Vital Filho, marcou um gol histórico. O jogo foi realizado no dia 04 de junho de 1997. Apesar da súmula oficial do jogo constar 2 segundos, a televisão mostrou que o gol foi realizado em 4 segundos, o que não impede de ser, de fato, o gol mais rápido do mundo. O jogo era entre Paysandu versus Santa Rosa, válido pelo campeonato paraense de 1997.

## Infraestrutura

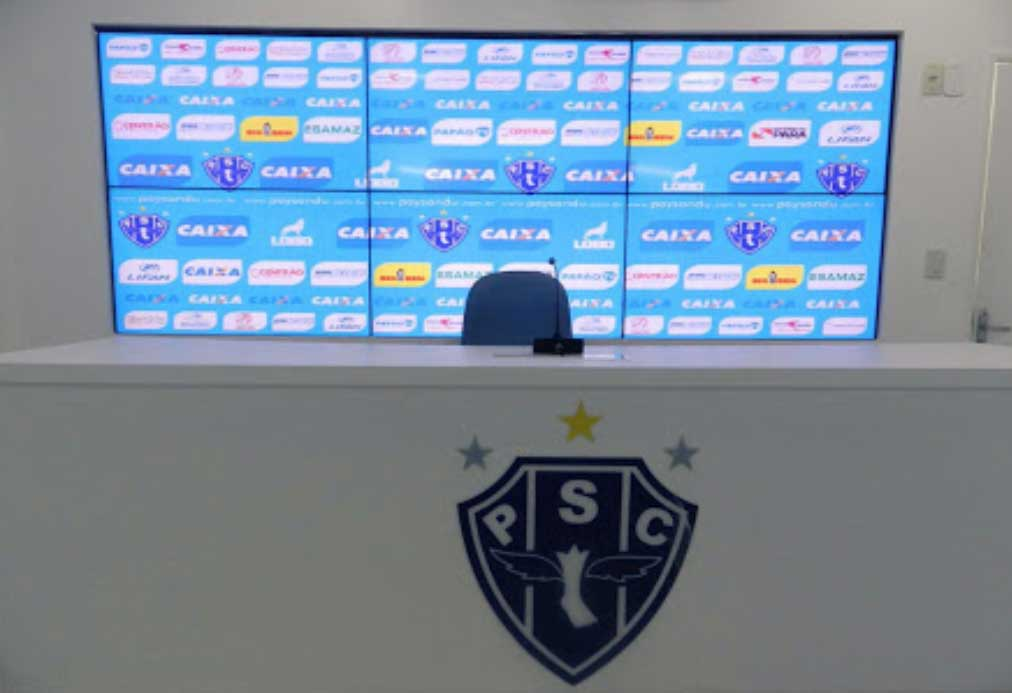
Coletiva de Imprensa dentro do Estádio.

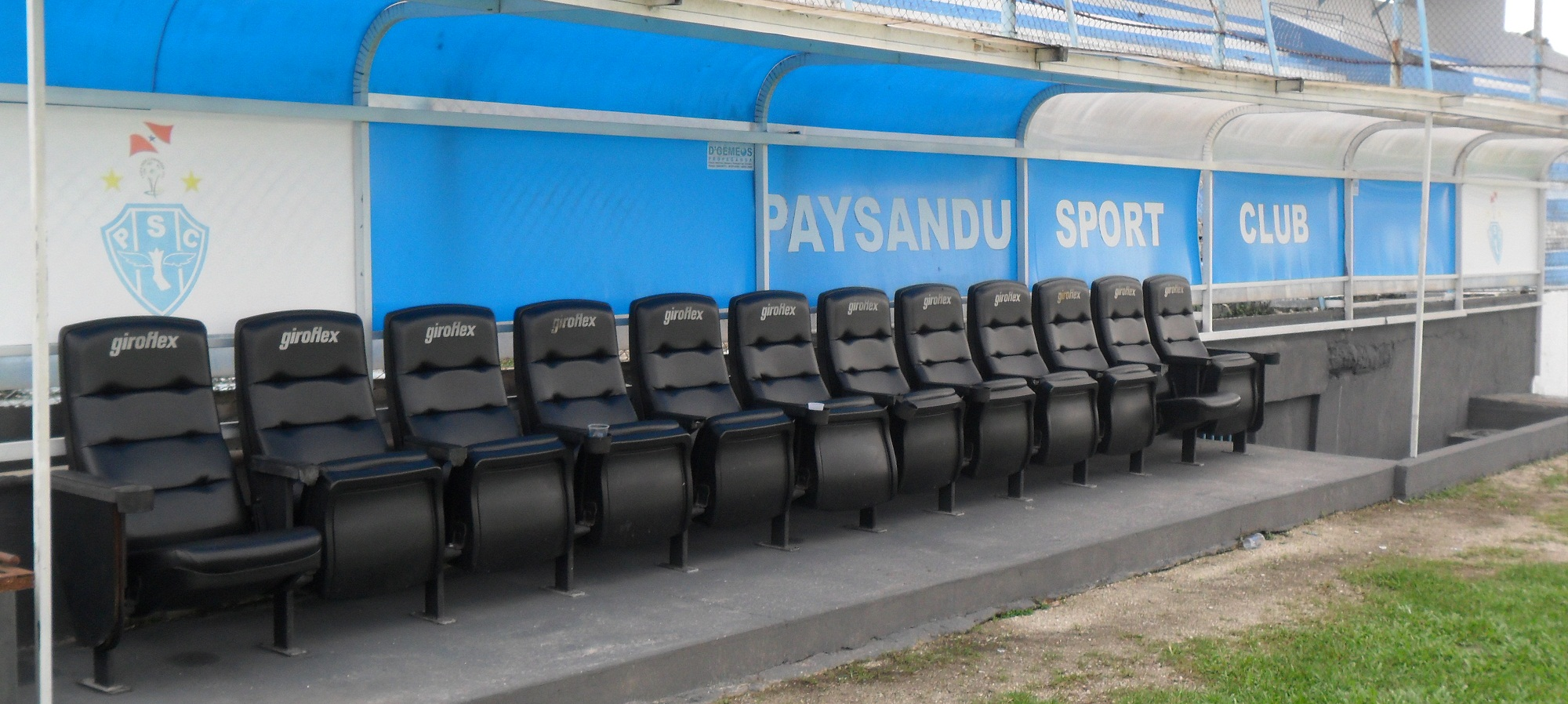
Banco de reservas do Estádio.

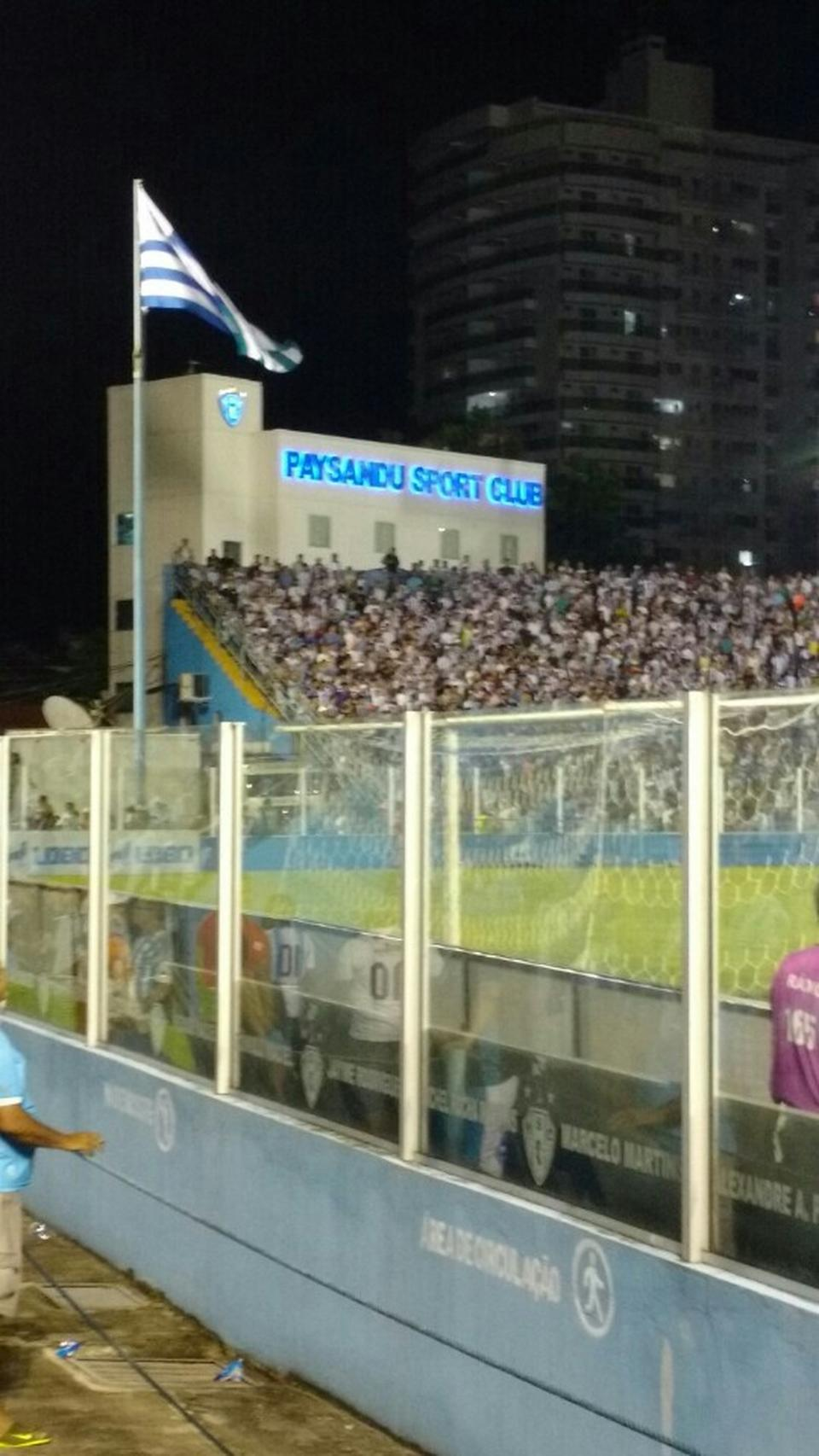
Hotel do Paysandu por trás do Estádio da Curuzu, foto tirada em 2016.

Em 2010, fora modernizado o banco de reservas do Estádio Leônidas Sodré de Castro. Foram instaladas poltronas modernas para fornecer maior conforto aos atletas e árbitros que ali estiverem atuando. O toldo superior também foi trocado, antes era de metal e foi substituído por um de acrílico.
- Hotel Concentração;
- Sala de Musculação;
- Sala de Fisioterapia;
- Departamento Médico;
- Enfermaria;
- Coordenação de Futebol Profissional;
- Gerência de Futebol Profissional;
- Vestiários com banheiras de relaxamento muscular e hidromassagem;
- Salas para comissão técnica;
- Sala de equipe multidisciplinar composta por médicos, fisiologistas, fisioterapeutas, preparador físico, nutricionista;
- Sala de imprensa;
- Área de entrevistas (com logomarcas dos patrocinadores);
- 3 vestiários (2 para futebol profissional e um para árbitros);
- Campo medindo 105m x 68m (padrão FIFA);
- Cozinha;
- Lavanderia;
- 6 cabines de TV, 4 de rádio, 3 de jornais, 1 para clube visitante, 1 para diretoria, 6 bilheterias, 4 portões de acesso, 20.000 lugares entre arquibancadas, cadeiras cativas, camarotes e tribunas de honra;
- Sistema de som

## Anexos
Em 2014, no ano do centenário bicolor, foi colocado em prática um projeto para a construção de um hotel concentração atrás da arquibancada principal do estádio para fazer a concentração antes das partidas. O mesmo foi inaugurado em 2016, O imóvel conta com 19 quartos duplos, podendo comportar 38 pessoas. Foram construídos também uma recepção, a sala de refeições, uma cozinha industrial e uma sala de palestras com capacidade para 60 pessoas. O estádio ainda conta com um novo telão giratório que é utilizado para mostrar as escalações dos times e, quando não ocorre partidas, o placar vira para o lado da Av. Almirante Barroso, mostrando algumas publicidades, além do Bistrô Bicolor, um restaurante construído na parte inferior das arquibancadas do estádio, o local tem capacidade para receber cerca de 100 pessoas confortavelmente. 

## Homenagens

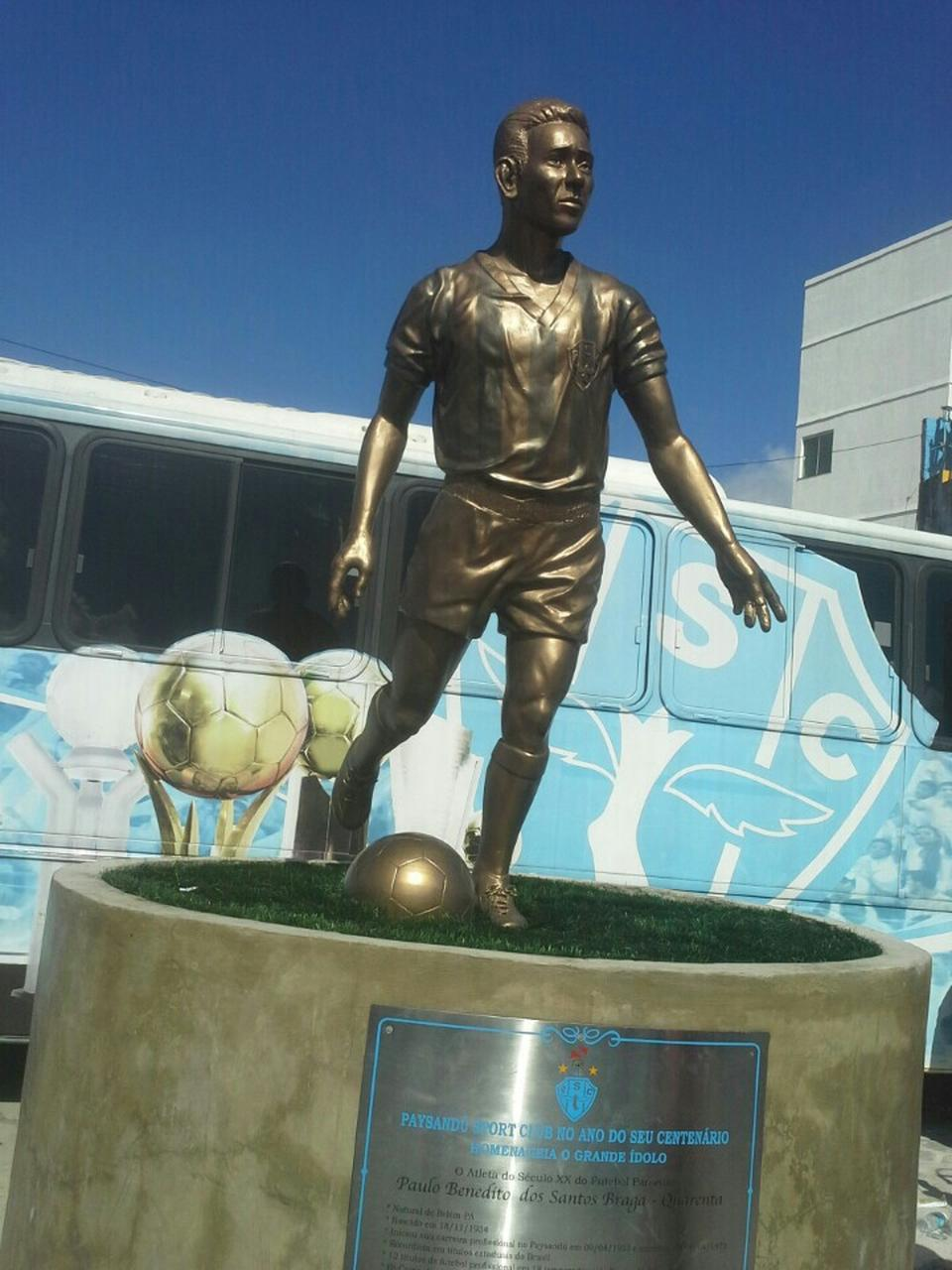
Estátua de Quarentinha, no Estádio Leônidas Castro, a Curuzu.

- Paulo Benedito dos Santos Braga ,o Quarentinha é o recordista de títulos estaduais no brasil com 12 conquistas, todas pelo Paysandu, o mesmo foi eleito por jornalistas e cronistas como o atleta do século no esporte paraense. [15]
- Hotel Concentração bicolor foi batizado com o nome de 'Antônio Diogo Couceiro' em homenagem ao ex-presidente bicolor nos anos de 1983-84. [16]
- No dia 3 de junho de 2020, o Paysandu homenageia o Médico Wilson fiel que prestou serviços ao clube por mais de 25 anos, o clube oficializou o nome da arquibancada central da Curuzu de 'Doutor Fiel'. [17][18]
- No dia 6 de agosto de 2020, foi inaugurado o Núcleo de Comunicação bicolor, Construído com recursos arrecadados na venda de copos temáticos nos dias de jogos do clube e foi batizado de 'Ivan Menezes', em homenagem ao massagista que presta serviços há mais de 29 anos ao clube. [19]